# Florianikreuz
Ein Florianikreuz ist ein Flurkreuz oder in seltenen Fällen auch ein Gedenkkreuz, welches zu Ehren des Heiligen Florian, dem Schutzpatron der Feuerwehr, errichtet wurde. Oftmals soll ein Florianikreuz an eine vergangene Brandkatastrophe oder das Verunglücken von Feuerwehrsleuten erinnern.
Florianikreuze sind besonders in katholischen Landstrichen verbreitet, unter anderem in Österreich, da der Heilige Florian in Cannabiaca, dem heutigen Zeiselmauer bei Tulln geboren und in Lauriacum, dem heutigen Lorch in Oberösterreich gestorben ist.
Die Kreuze sind sehr unterschiedlich gestaltet, es lassen sich sowohl einfache Holz- oder Metallkreuze als auch aufwendigere und ältere Steinkreuze finden, teilweise sind die Kreuze zum Schutz vor Witterung überdacht. Als Florianikreuz werden sie durch Nischenfiguren des heiligen Florian, dargestellt mit Wassereimer, brennendem Haus und Fahne, oder durch bloße Darstellung dieser Symbole erkennbar. Kruzifixdarstellungen sind hingegen unüblich.

## Bekannte Florianikreuze
- Das Florianikreuz von Lorch wurde im Todesort des Schutzpatrons aufgestellt und markiert den Ausgangspunkt verschiedener Pilgerfahrten, zum Beispiel zur 13 Kilometer entfernten Basilika in Sankt Florian.

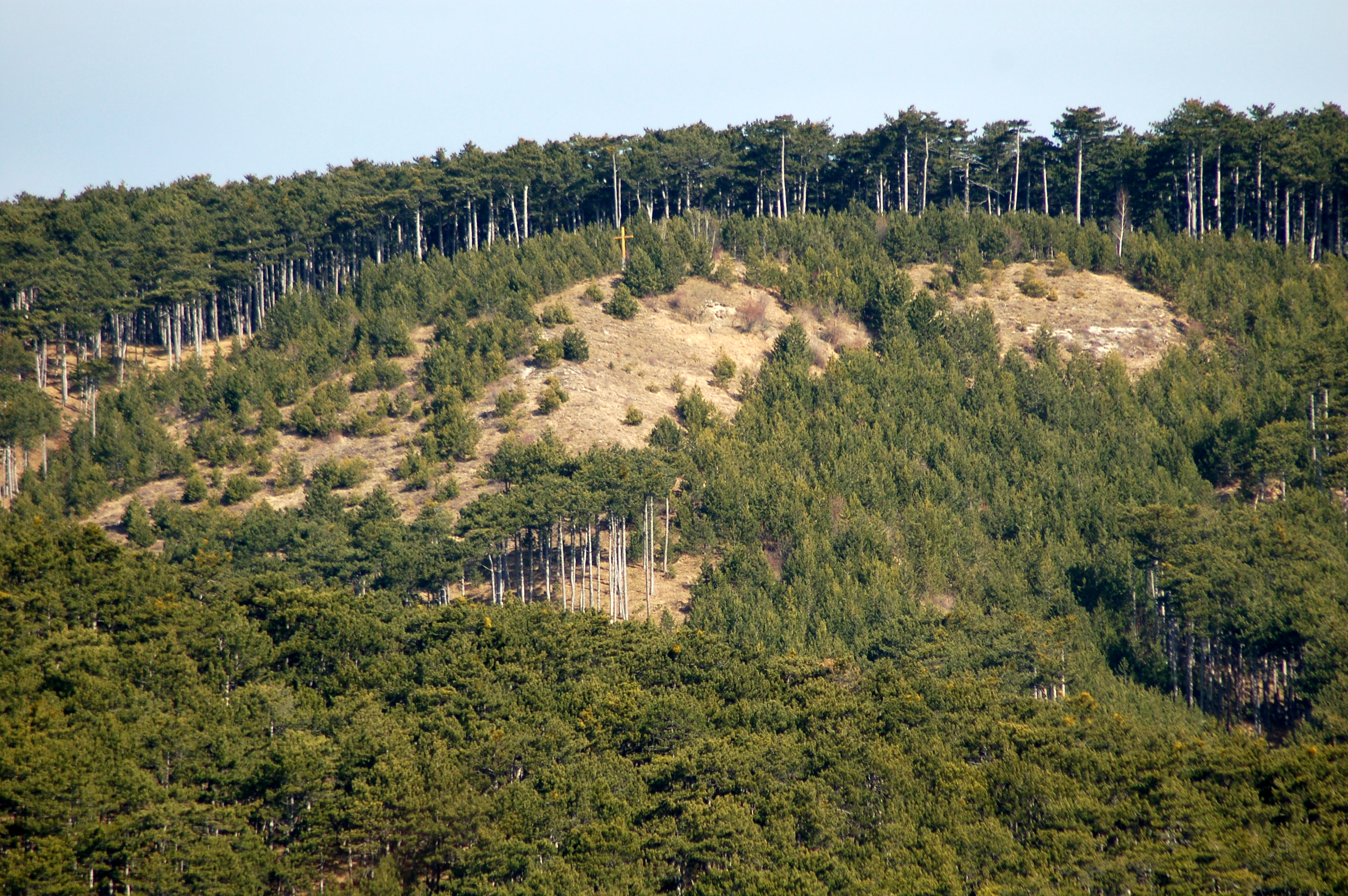
Florianikreuz in Waldegg

- Das vier Meter hohe und zwei Meter breite Florianikreuz von Oberpiesting in der Gemeinde Waldegg steht im Hezental, auf der Höhe des sogenannten Hart. Es wurde am 8. Mai 2004 zur Erinnerung an den größten dokumentierten Waldbrand im Piestingtal, welcher 20 Jahre zuvor vom 1. bis zum 6. Jänner 1984 wütete, am Entstehungsort des damaligen Brandes eingeweiht. Der Brand erstreckte sich über drei Gemeinden (Waldegg, Markt Piesting und Hernstein) und vernichtete rund 70 Hektar Wald. In verschiedenen Quellen wird abweichend von 40 und 400 Hektar gesprochen; es liegt daher die Vermutung nahe, dass 40 Hektar zur Gänze vernichtet wurden oder in einer der drei Gemeinden 40 Hektar brannten und bei der Übernahme dieser Zahl eine Null hinzukam und so aus den 40 Hektar 400 geworden sind. Insgesamt standen 90 Feuerwehren mit 1080 Mann im Einsatz, Unterstützung aus der Luft kam von einem Feuerwehrhubschrauber und zwei Löschflugzeugen des österreichischen Bundesheeres.[1] Heute ist das Florianikreuz von Oberpiesting unter anderem für seinen Ausblick über das Piestingtal und auf den Schneeberg bekannt.